# Armin Bittner
Armin Bittner (Garmisch-Partenkirchen, 28 novembre 1964) è un allenatore di sci alpino ed ex sciatore alpino tedesco.
Fino alla riunificazione tedesca (1990) gareggiò per la nazionale tedesca occidentale.
Fu uno dei protagonisti dello slalom speciale tra la fine degli anni 1980 e i primi anni 1990, riuscendo in carriera a ottenere sette successi in Coppa del Mondo e due Coppe del Mondo di specialità consecutive (nel 1988-1989 e nel 1989-1990); vinse anche due medaglie, sempre tra i pali stretti, ai Campionati mondiali.

## Biografia

### Carriera sciistica

#### Stagioni 1982-1989
Specialista delle prove tecniche originario di Krün, Bittner debuttò in campo internazionale in occasione dei Mondiali juniores di Auron 1982; in Coppa del Mondo ottenne il primo piazzamento nello slalom speciale di Åre del 23 febbraio 1986 (12º) e il primo podio il 21 dicembre 1986, quando vinse lo slalom speciale di Hinterstoder. Nella medesima specialità ai Mondiali di Crans-Montana 1987, sua prima partecipazione iridata, vinse la medaglia di bronzo piazzandosi alle spalle del connazionale Frank Wörndl e dell'austriaco Günther Mader.
Esordì ai Giochi olimpici invernali a Calgary 1988, piazzandosi 26º nello slalom gigante, 11º nella combinata e non completando lo slalom speciale. Nella successiva stagione 1988-1989 in Coppa del Mondo ottenne quattro podi con due vittorie (tra le quali quella del 15 gennaio sulla Ganslern di Kitzbühel) e vinse la sua prima Coppa del Mondo di slalom speciale, superando in classifica l'italiano Alberto Tomba di 5 punti; sempre nel 1989 partecipò anche ai Mondiali di Vail, dove vinse la medaglia d'argento nello slalom speciale nella gara vinta dall'austriaco Rudolf Nierlich.

#### Stagioni 1990-1995
Anche nella stagione 1989-1990 Bittner vinse la coppa di cristallo di slalom speciale, con 55 punti di vantaggio su Tomba e sul norvegese Ole Kristian Furuseth secondi a pari merito; salì sette volte sul podio e colse quattro vittorie, tra le quali quelle nella prestigiose gare della Podkoren di Kranjska Gora il 7 gennaio e della Planai di Schladming il 12 gennaio e il suo ultimo successo in carriera, a Veysonnaz il 4 marzo. In classifica generale fu 4º, suo miglior piazzamento nel circuito. Ai Mondiali di Saalbach-Hinterglemm 1991, sua ultima presenza iridata, lo sciatore bavarese fu 15º nello slalom gigante e 6º nello slalom speciale, mentre l'anno dopo ai XVI Giochi olimpici invernali di Albertville 1992 non completò né lo slalom gigante né lo slalom speciale.
Il 29 novembre 1992 conquistò a Sestriere il suo ultimo podio in Coppa del Mondo, chiudendo 3º a pari merito con l'austriaco Hubert Strolz nello slalom speciale vinto dall'italiano Fabrizio Tescari davanti all'austriaco Michael Tritscher; il suo ultimo piazzamento nel massimo circuito internazionale fu il 5º posto ottenuto nello slalom speciale del 6 febbraio 1994 a Garmisch-Partenkirchen. Alla sua ultima presenza olimpica, Lillehammer 1994, non portò a termine la prova di slalom speciale; in seguito prese ancora parte ad alcune prove minori fino al definitivo ritiro, avvenuto in occasione di una gara giovanile disputata a San Candido il 23 dicembre 1994.

### Carriera da allenatore
Nel 2010 è divenuto allenatore nei quadri della Federazione sciistica della Germania, responsabile delle prove tecniche della nazionale tedesca femminile.

### Altre attività
Dal 1995 al 2010 è stato commentatore sportivo per la televisione tedesca ZDF; è sposato con Regine Mösenlechner, a sua volta sciatrice alpina.

## Palmarès

### Mondiali
- 2 medaglie:
  - 1 argento (slalom speciale a Vail 1989)
  - 1 bronzo (slalom speciale a Crans-Montana 1987)

### Coppa del Mondo
- Miglior piazzamento in classifica generale: 4º nel 1990
- Vincitore della Coppa del Mondo di slalom speciale nel 1989 e nel 1990
- 19 podi (1 in slalom gigante, 18 in slalom speciale):
  - 7 vittorie (tutte in slalom speciale)
  - 4 secondi posti
  - 8 terzi posti

#### Coppa del Mondo - vittorie
| Data             | Località               | Paese      | Specialità |
| ---------------- | ---------------------- | ---------- | ---------- |
| 21 dicembre 1986 | Hinterstoder           | Austria    | SL         |
| 21 dicembre 1988 | Sankt Anton am Arlberg | Austria    | SL         |
| 15 gennaio 1989  | Kitzbühel              | Austria    | SL         |
| 12 agosto 1989   | Thredbo                | Australia  | SL         |
| 7 gennaio 1990   | Kranjska Gora          | Jugoslavia | SL         |
| 12 gennaio 1990  | Schladming             | Austria    | SL         |
| 4 marzo 1990     | Veysonnaz              | Svizzera   | SL         |

Legenda:

SL = slalom speciale

### Coppa Europa
- Miglior piazzamento in classifica generale: 9º nel 1987

### Campionati tedeschi
- 10 medaglie (dati parziali fino alla stagione 1985-1986)[3]:
  - 5 ori (slalom speciale nel 1987; slalom speciale nel 1988; slalom gigante nel 1989; slalom speciale nel 1990; slalom gigante nel 1992)
  - 5 argenti (slalom speciale nel 1986; slalom gigante nel 1988; supergigante, slalom speciale nel 1989; slalom gigante nel 1990)